# 沙湾乡 (木里县)
沙湾乡，是中华人民共和国四川省凉山彝族自治州木里藏族自治县下辖的一个乡镇级行政单位。

## 行政区划
沙湾乡下辖以下地区：
沙湾村、麻窝村、打卡村、纳瓦村、争西牧场和让白牧场。